# Dennis Sciama
Dennis William Siahou Sciama (Reino Unido: /ˈdenɪs ʃiˈæmə/; Mánchester, 18 de noviembre de 1926 - Oxford, 18 de diciembre de 1999) fue un físico británico, en particular uno de los principales expertos internacionales en astrofísica y cosmología. Fue el supervisor de doctorado de muchos físicos y astrofísicos famosos, incluidos  John D. Barrow, David Deutsch, George FR Ellis, Stephen Hawking, Adrian Melott y Martin Rees, entre otros; es considerado uno de los padres de la cosmología moderna.

## Biografía
Sciama nació en Mánchester (Inglaterra), hijo de Nelly Ades y Abraham Sciama. Era de ascendencia judía siria: su padre nació en Manchester y su madre en Egipto, pero ambos tenían raíces en Alepo, Siria.
Se graduó en física en la Universidad de Cambridge, obteniendo su doctorado, en 1953, bajo la supervisión de Paul Dirac, con una disertación sobre el principio de Mach y la inercia. Continuó sus estudios de investigación en el Instituto de Estudios Avanzados de Princeton (1954-1955) y, como Agassiz Fellow, en la Universidad de Harvard (1955-1956).

## Trayectoria
Sciama enseñó en la Universidad de Cornell, el King's College de Londres, la Universidad de Harvard y la Universidad de Texas en Austin, pero pasó la mayor parte de su carrera en la Universidad de Cambridge (década de 1950 y 1960) y en la Universidad de Oxford como investigador principal en el All Souls College de Oxford (década de 1970 y principios de 1980). En 1983, se trasladó de Oxford a Trieste, convirtiéndose en profesor de astrofísica en la Escuela Superior Internacional de Estudios Avanzados (SISSA) y consultor del Centro Internacional de Física Teórica. También enseñó en la Scuola Normale Superiore de Pisa. De 1972 a 1973 fue profesor Donegall de matemáticas en el Trinity College de Dublín.
Durante la década de 1990, dividió su tiempo entre Trieste (con una residencia en la cercana Venecia) y su residencia principal en Oxford, donde fue profesor visitante hasta el final de su vida.
Sciama estableció conexiones entre algunos temas de astronomía y astrofísica. Escribió sobre radioastronomía, astronomía de rayos X, cuásares, las anisotropías de la radiación cósmica de microondas, el medio interestelar e intergaláctico, física de astropartículas y la naturaleza de la materia oscura. Lo más significativo fue su trabajo en relatividad general, con y sin teoría cuántica, y agujeros negros. Ayudó a revitalizar la extensión relativista clásica a la relatividad general conocida como gravedad de Einstein-Cartan.
Al principio de su carrera, apoyó la cosmología del estado estacionario de Fred Hoyle e interactuó con Hoyle, Hermann Bondi y Thomas Gold. Cuando la evidencia en contra de la teoría del estado estacionario, por ejemplo, la radiación cósmica de microondas, aumentó en la década de 1960, Sciama la abandonó y trabajó en la cosmología del Big Bang; fue quizás el único partidario prominente del estado estacionario que cambió de bando (Hoyle continuó trabajando en modificaciones del estado estacionario durante el resto de su vida, mientras que Bondi y Gold se alejaron de la cosmología durante la década de 1960).
Durante sus últimos años, Sciama se interesó por la cuestión de la materia oscura en las galaxias. Entre otros aspectos, persiguió una teoría de la materia oscura que consiste en un neutrino pesado, ciertamente desfavorecida en su realización, pero aún posible en un escenario más complicado.

### Estudiantes de doctorado
Varios destacados astrofísicos y cosmólogos de la era moderna completaron sus doctorados bajo la supervisión de Sciama, entre los que destacan:
- George Ellis (1964)[14]
- Stephen Hawking (1966)[15][14]
- Brandon Carter (1967)[14]
- Martin Rees (1967)[14][16]
- Gary Gibbons (1973)[14]
- James Binney (1975)[14]
- John D. Barrow (1977)[14]
- Philip Candelas (1977)[17]
- David Deutsch (1978)[14]
- Adrian Melott (1981)[14]
- Antony Valentini (1992)[14]

Sciama también influyó mucho en Roger Penrose, quien dedicó su El camino hacia la realidad a la memoria de Sciama. El grupo de la década de 1960 que dirigió en Cambridge (que incluía a Ellis, Hawking, Rees y Carter), ha demostrado tener una influencia duradera.

## Publicaciones
- The Unity of the Universe.
- The Physical Foundations of General Relativity.
- Modern Cosmology.[19]
- Modern Cosmology and the Dark Matter Problem.[20]

## Premios y reconocimientos
Sciama fue elegido miembro de la Royal Society (FRS) en 1983 y miembro honorario de la Academia Americana de las Artes y las Ciencias, la Sociedad Filosófica Americana y la Academia Lincei de Roma. Fue presidente de la Sociedad Internacional de Relatividad General y Gravitación entre 1980 y 1984.
Su trabajo en SISSA y en la Universidad de Oxford llevó a la creación de un ciclo de conferencias en su honor, las Dennis Sciama Memorial Lectures. En 2009, el Instituto de Cosmología y Gravitación de la Universidad de Portsmouth decidió bautizar su nuevo edificio, y su superordenador en 2011, en su honor.
Sciama ha sido retratado en varios proyectos biográficos sobre su alumno más famoso, Stephen Hawking. En el telefilme de la BBC Hawking de 2004, Sciama fue interpretado por John Sessions. En la película de 2014 La teoría del todo, Sciama fue interpretado por David Thewlis; el físico Adrian Melott criticó duramente la representación de Sciama en la película.